# Neobisium zoiai
Espèce
Neobisium zoiai est une espèce de pseudoscorpions de la famille des Neobisiidae.

## Distribution
Cette espèce est endémique du Piémont en Italie. Elle se rencontre à Ormea sur le mont Armetta dans la grotte Garb del Dighea.

## Étymologie
Cette espèce est nommée en l'honneur de Stefano Zoia.

## Publication originale
- Gardini & Rizzerio, 1986 : Neobisium (O.) zoiai n. sp. delle Alpi Liguri e note su Roncus ligusticus Beier, 1930, (Pseudoscorpionida, Neobisiidae). Bollettino della Societa Entomologica Italiana, vol. 118, no 1/3, p. 5-16.